# Henry Oliver
Sir Henry Francis Oliver (22 de enero de 1865 - 15 de octubre de 1965) miembro de: Orden del Baño, Orden de San Miguel y San Jorge y Real Orden Victoriana fue un oficial de la Marina Real británica. Después de servir en la segunda guerra bóer como oficial de navegación en un crucero en la Estación del Cabo de Buena Esperanza y la Costa Oeste de África se convirtió en el primer oficial al mando de la escuela de navegación HMS Mercury en los primeros años del siglo XX. Fue comandante en jefe primero del crucero blindado HMS Achilles y luego del nuevo acorazado HMS Thunderer antes de convertirse en Director de la División de Inteligencia Naval en el Almirantazgo.
Durante la Primera Guerra Mundial, Oliver fue enviado a Amberes donde, con apoyo belga, voló las salas de máquinas de 38 buques alemanes varados. Se convirtió en Secretario Naval de Winston Churchill, Primer lord del Almirantazgo y entonces Jefe del Personal de Guerra del Almirantazgo antes de servir como Jefe Adjunto del Personal Naval y en ese rol estuvo involucrado de cerca en la dirección de las fuerzas aliadas en la Batalla de Jutlandia. Sirvió como Comandante de 1.er Escuadrón de Cruceros de Batalla en la Gran Flota el último año de la Guerra.
Después de la guerra Oliver se hizo Comandante del 2.º Escuadrón de Batalla, Comandante en Jefe del Home Fleet y luego Comandante en Jefe de la Reserve Fleet. Después se convirtió en Second Sea Lord y Jefe del Personal Naval y en esa capacidad implementó grandes recortes de gastos recomendados por el Comité de Gastos Nacionales encabezado por Sir Eric Geddes y una gran reducción de buques acordada bajo los términos del Tratado naval de Washington. Su últim nombramiento fue como Comandante en Jefe de la Flota del Atlántico.

## Carrera naval

### Primeros años
Fue el quinto hijo de Robert Oliver y Margaret Oliver (née Strickland) nació en Lochside cerca de Kelso Oliver se unió a la Armada Real como cadete en el buque de entrenamiento HMS Britannia el 15 de julio de 1878. Se unió a la fragata blindada HMS Agincourt, buque insignia del Segundo al Mando del Escuadrón del Canal, en septiembre de 1880 y, habiendo sido promovido a midshipman, el 21 de enero de 1881, fue transferido a la Corbeta HMS Amethyst en Estación Pacífico en octubre de 1886.